# Liste der Naturdenkmale in Eberstadt (Württemberg)
| Naturdenkmale | Anzahl |
| ------------- | ------ |
| FND           | 4      |
| END           | 1      |
| Gesamt        | 5      |

Die Liste der Naturdenkmale in Eberstadt nennt die verordneten Naturdenkmale (ND) der im baden-württembergischen Landkreis Heilbronn liegenden Gemeinde Eberstadt. In Eberstadt gibt es insgesamt fünf als Naturdenkmal geschützte Objekte, davon vier flächenhafte Naturdenkmale (FND) und ein Einzelgebilde-Naturdenkmal (END).
Stand: 31. Oktober 2016.

## Flächenhafte Naturdenkmale (FND)
| Name                             | Bild | Kennung     | Einzelheiten | Position | Fläche Hektar | Datum         |
| -------------------------------- | ---- | ----------- | ------------ | -------- | ------------- | ------------- |
| Feuchtgebiet „Egelsee“           | BW   | 81250210002 | Eberstadt    | ⊙        | 0,1           | 18. Juli 1986 |
| Feuchtgebiet „Maierhölzle“       | BW   | 81250210003 | Eberstadt    | ⊙        | 0,1           | 18. Juli 1986 |
| Schilfsandaufschluß am Eberfürst | BW   | 81250210001 | Eberstadt    | ⊙        | 0,4           | 18. Juli 1986 |
| Steinbergweg-Hohle               | BW   | 81250210005 | Eberstadt    | ⊙        | 0,1           | 18. Juli 1986 |
| Legende für Naturdenkmal         |      |             |              |          |               |               |

## Einzelgebilde (END)
| Name                     | Bild | Kennung     | Einzelheiten | Position | Fläche Hektar | Datum         |
| ------------------------ | ---- | ----------- | ------------ | -------- | ------------- | ------------- |
| Pfitzbrünnele            | BW   | 81250210004 | Eberstadt    | ⊙        | 0,0           | 18. Juli 1986 |
| Legende für Naturdenkmal |      |             |              |          |               |               |